# Vallfogona de Balaguer
Vallfogona de Balaguer là một đô thị trong tỉnh Lérida, cộng đồng tự trị quần đảo Canary Tây Ban Nha. Đô thị Vallfogona de Balaguer có diện tích là 27 ki-lô-mét vuông, dân số năm 2009 là 1788 người với mật độ 66,22 người/km². Đô thị Vallfogona de Balaguer có cự ly km so với tỉnh lỵ Lérida.